# Церковь Хаммерфеста
Церковь Хаммерфеста (норв. Hammerfest kyrkje) — приходская лютеранская церковь в городе Хаммерфест провинции Финнмарк, королевство Норвегия; архитектурная доминанта и «визитная карточка» рыбацкого города.
Старая церковь Хаммерфеста, построенная в 1620 году, находилась недалеко от современной церкви.
Она сгорела в 1944 году вместе со всем городом во время принудительной эвакуации и разрушения немецкими войсками генерала Рендулича Финнмарка и Северного Тромса. Современная церковь стала частью большого проекта восстановления Хаммерфеста, она была открыта в июле 1961 года.
Храм расположен у южного въезда в город, на берегу, и гармонично встроен в рельеф местности. Башня и главный вход церкви смотрят в сторону города, на северо-восток; хоры же обращены на юго-запад, в сторону Северного моря.
Построивший церковь архитектор Ханс Магнус известен также как автор церкви в Берлевоге. Он возвёл храм из камня и бетона в стиле архитектурного модернизма и придал ему яркую выразительную форму. На это Магнуса вдохновили традиционные вешала для сушки рыбы, которые в своё время были распространены повсеместно на северном побережье. По замыслу мастера, такой силуэт символизирует богатые рыболовные традиции города и всей Норвегии.
Длинный пятипролётный неф церкви имеет форму треугольника, практически равностороннего; его крыша опускается почти до земли. Треугольную форму подчёркивают и бетонные контрфорсы, продолжающие линию крыши. Мотив треугольника продолжает прослеживаться в вальмовых окнах с фронтонами на скатах крыши, в высокой остроконечной башне церкви, увенчанной крестом.
Алтарную стену занимает большой цветной витраж с изображением распятого Христа в абстрактном стиле. На его создание Хансу Магнусу потребовалось два года. Витражами украшены и боковые окна нефа. Тот же автор создал мозаики на библейские темы над алтарём, а на алтаре — мозаичное оформление креста и монограммы ☧. Центральное мозаичное панно изображает Тайную вечерю. Над входом внутри церкви — небольшой орган. Его хоры украшены расписными деревянными рельефами работы Евы и Кнута Арнесен. 
Церковь вмещает до 525 прихожан.

## Галерея

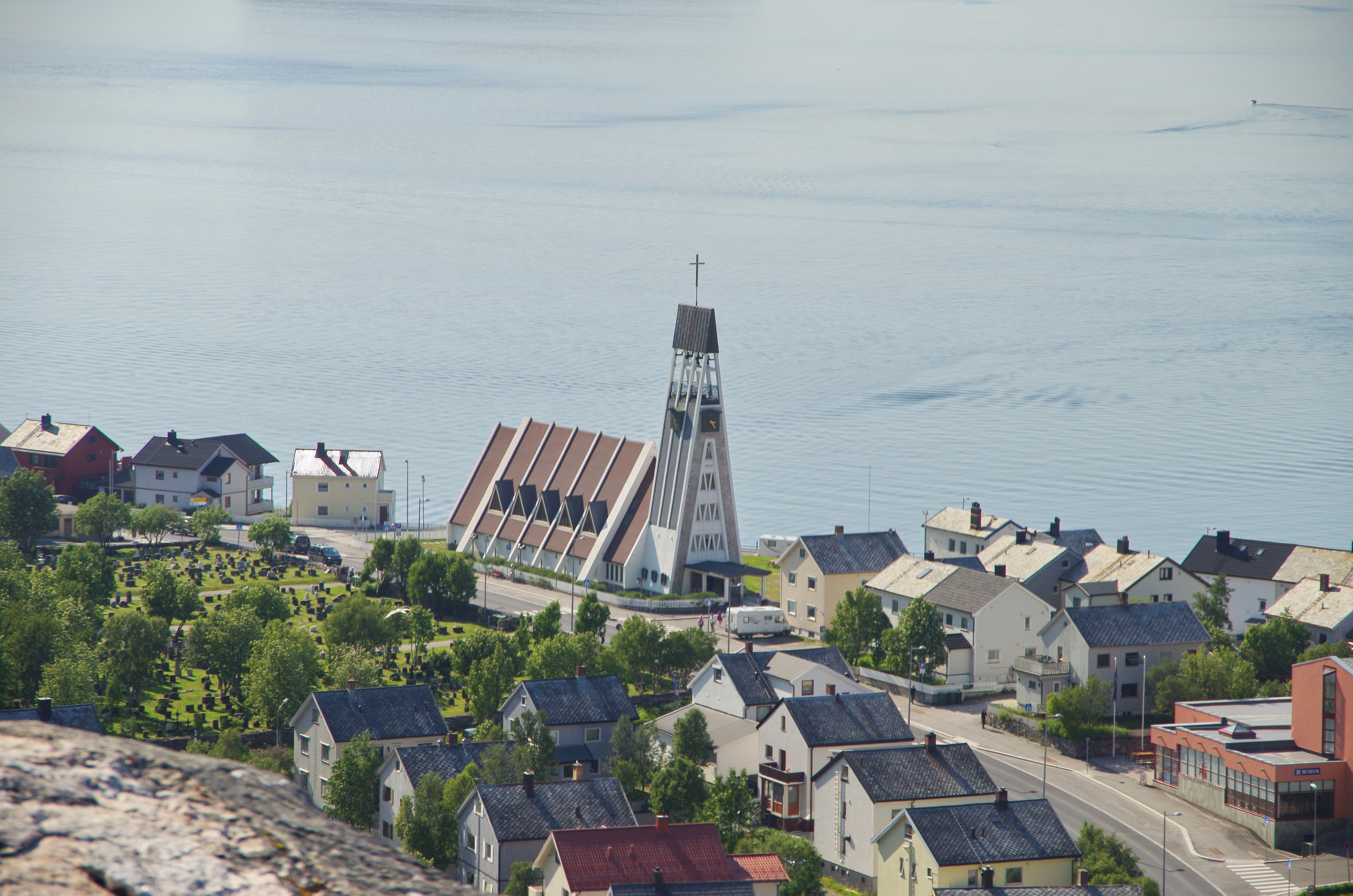
Панорама церкви
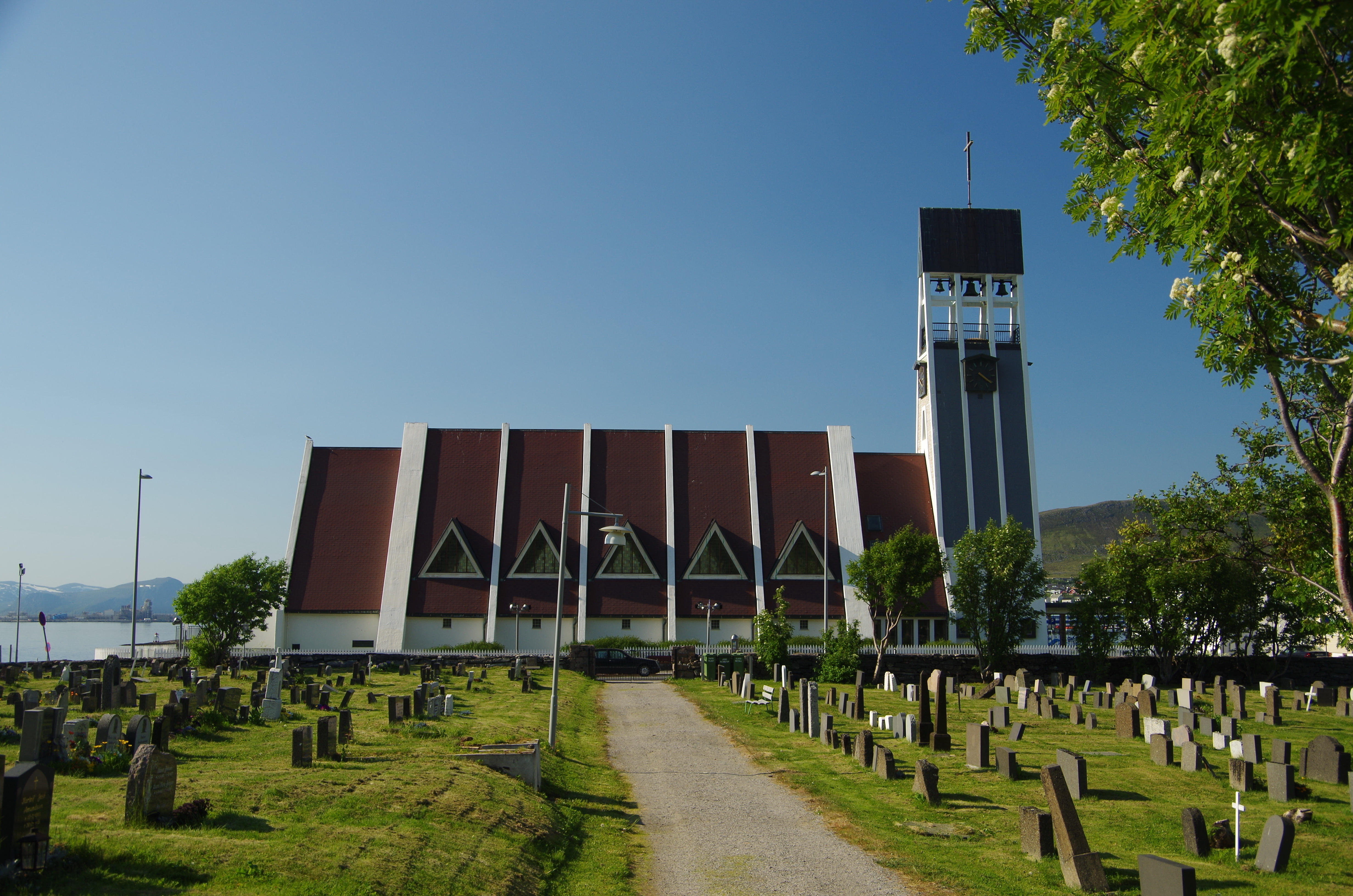
Вид с северо-запада
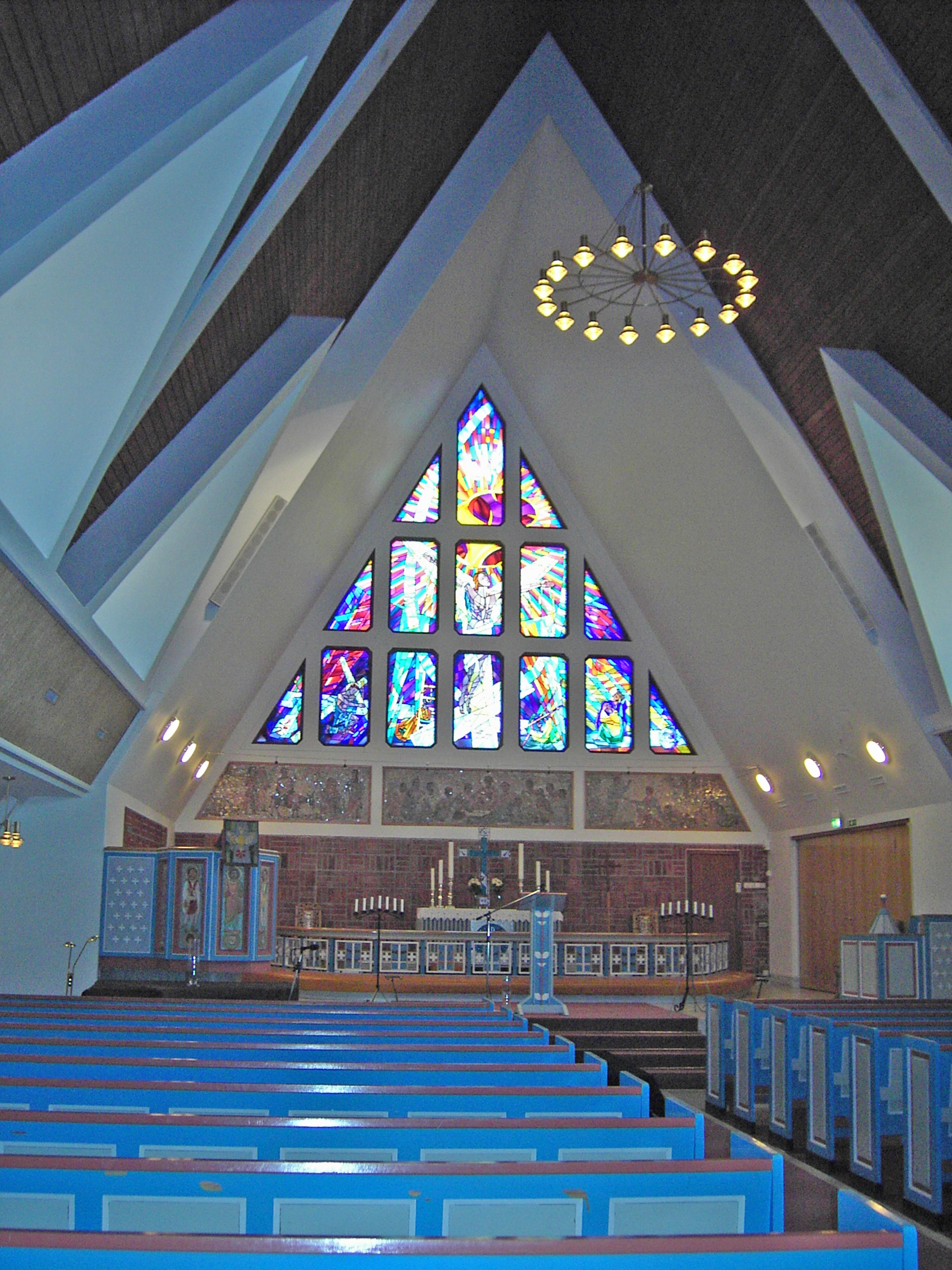
Алтарь